# ديف كامبو
ديف كامبو (بالإنجليزية: Dave Campo)‏ هو مدير فني أمريكي، ولد في 18 يوليو 1947 في Groton, Connecticut ‏ في الولايات المتحدة.